# パラアウ州立公園
パラアウ州立公園（パラアウしゅうりつこうえん、Pala'au State Park）はアメリカ合衆国ハワイ州モロカイ島の中央部・北にある自然公園である。

## 概要
パラアウ州立公園はハワイ州モロカイ島の中央・北にある自然公園で、面積は1平方キロメートル弱である。園内は芝生になっていて、コアの木、ユーカリの木なども生えており、「多産の岩」（Phallic Rock）もある。  

## カラウパパ・ルックアウト
また、園内にはカラウパパ・ルックアウトと呼ばれる場所があり、そこからかつてハンセン病患者を隔離し、ダミアン神父が奉仕したことで知られているカラウパパ半島を眼下に見ることができる。  